# Mãe (2023)
Mãe é um filme de drama brasileiro de 2023 dirigido por Adriana Vasconcelos e escrito pela própria em parceria com Fernando Guimarães. Estrelado por Ana Cecília Costa, Sura Berditchevsky, Lisa Eiras e Raíssa Vasconcelos como uma família composta por mulheres tão diversas, mas conectadas por eventos e tragédias profundamente entrelaçados.

## Enredo
Na trama, Madalena (Sura Berditchevsky) é a mãe de Sônia (Ana Cecília Costa), que por sua vez é mãe de Julia (Lisa Eiras Faveros), que se tornou mãe de Camila (Raíssa Vasconcelos). Embora sejam parentes próximas, estas mulheres são tão diferentes umas das outras e, no entanto, estão presas a eventos trágicos profundamente interligados. É uma história onde a realidade invade a ficção. Madalena é uma mãe maravilhosa, apesar de todas as circunstâncias traumáticas que envolvem a gestação de sua filha; Sônia não consegue ter uma relação afetuosa com a própria filha, mas exerce a maternidade com extremo esmero para com a neta; e Julia, apesar do desejo de ser uma mãe presente, não conseguiu exercer a maternidade em seu dia a dia. São mães e mulheres que a vida direcionou para caminhos desvirtuados de seus desejos mais intensos.

## Elenco
- Ana Cecília Costa como Sônia
- Sura Berditchevsky como Madalena
- Lisa Eiras Faveros como Júlia
- Raíssa Vasconcelos como Camila
- Bruno Torres como Maurício
- Maria Eduarda Esteves como Júlia
- João António como Bento
- Carmem Tereza Manfredini como Gislene

## Produção
O filme foi produzido pela Agridoce Filmes, Movits Studios e tem distribuição da Forte Filmes e Kuarup, e contou com recursos dos editais do FAC/DF, FSA, BRDE e Ancine. O roteiro de Mãe foi premiado pelo Edital de Roteiristas Estreantes do Ministério da Cultura.

## Lançamento
Mãe fez sua estreia em festivais no FestinLisboa em Portugal, e desde então foi exibido em vários outros festivais no Brasil e no exterior. O filme foi selecionado para a Mostra Brasília do 52° Festival de Brasília, que ocorreu entre 25 de novembro a 1 de dezembro de 2019. O filme teve sua estreia comercial em 27 de abril de 2023.

## Recepção

### Prêmios e indicações
No 1° Overcome Film Festival, em 2019, o filme premiado na categoria de Melhor Atriz Nacional pela performance de Ana Cecília Costa. O filme ainda recebeu o prêmio de Melhor Direção para Adriana Vasconcelos na Mostra Brasília do 52° Festival de Cinema de Brasília, também em 2019.